# Bruno Francescato
Bruno Francescato (Sardara, 3 aprile 1955) è un ex rugbista a 15 italiano.

## Biografia
Debuttò con la nazionale italiana il 29 ottobre 1977 a Praga contro la Cecoslovacchia.
Negli anni settanta giocarono con gli Azzurri anche i suoi fratelli Nello e Rino. L'ultimo incontro internazionale lo disputò il 12 aprile 1981 a Brăila contro la Romania.

## Palmarès
- Campionati italiani: 2
Benetton Treviso: 1977-78, 1982-83